# Allen Halloween
Allen Halloween, nome artístico de Allen Pires Sanhá (Guiné-Bissau, 4 de agosto de 1979) é um ex-rapper e escritor português de origem guineense.

## Discografia
| Ano  | Título              | Tipo  |
| ---- | ------------------- | ----- |
| 2006 | Projecto Mary Witch | Álbum |
| 2011 | A Árvore Kriminal   | Álbum |
| 2015 | Híbrido             | Álbum |
| 2019 | Unplugueto          | Álbum |